# 屈斯纳赫特 (施维茨州)
屈斯纳赫特（德語：Küssnacht）是瑞士联邦施维茨州屈斯纳赫特区的市镇。该市镇位于四森林州湖与楚格湖之间，面积为36.2平方千米，海拔高度445米，2018年12月31日人口数为13,084。该市镇是施维茨州人口第二多的聚落，仅次于艾因西德伦。